# ペトラ・ハメスファール

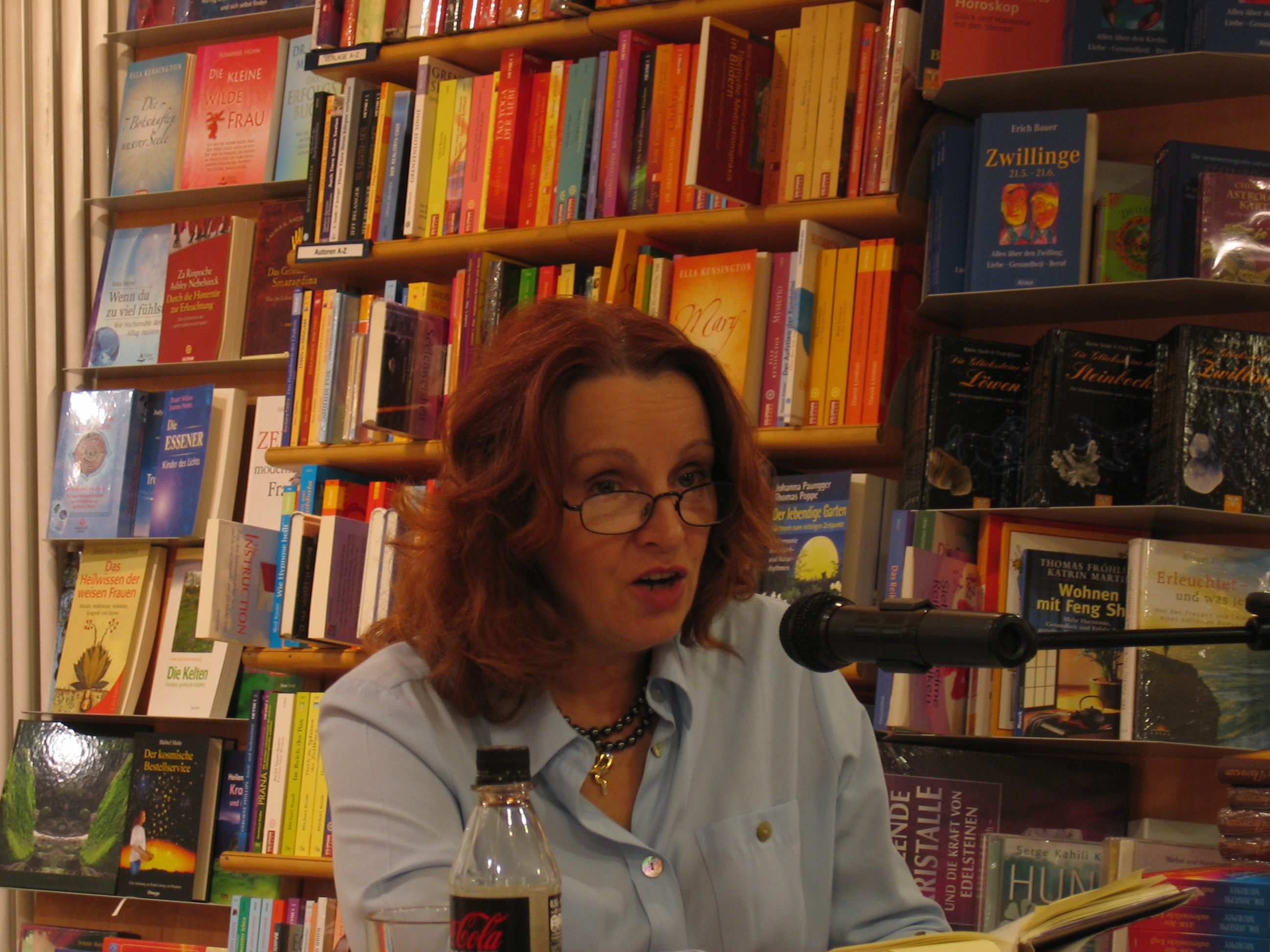
2008年

ペトラ・ハメスファール（Petra Hammesfahr、1951年5月10日 - ）は、ドイツの小説家、推理作家、脚本家。女性。ドイツ西部のノルトライン＝ヴェストファーレン州ティッツ生まれ。ケルン郊外のケルペン在住。ドイツでは「ケルンのアガサ・クリスティー」、「ライン河畔の女性版スティーヴン・キング」などと呼ばれている。

## 略歴
17歳で小説を書き始める。1991年にサイコスリラー小説『男たちを愛した女』（未訳 Die Frau, die Männer mochte）でデビュー。1993年に発表したサイコスリラー小説『静かな男ゲナルディ』（未訳 Der stille Herr Genardy）で脚光を浴びる。この作品は映画化もされた。1995年に『ガラスの空』（未訳 Der gläserne Himmel）でライン文学賞を受賞。その後、1999年発表の『記憶を埋める女』（Die Sünderin）が大ヒットとなり、人気ミステリ作家としての地位を確固たるものとする。同年発表の『人形を埋める男』（未訳 Der Puppengräber）、翌2000年発表の『母親』（未訳 Die Mutter）も相次いでベストセラーになった。『母親』は同年、第1回ドイツ女性推理作家賞を受賞している。
2002年にはスイスのミステリ賞であるブルクドルフ・ミステリ賞を受賞。小説を多数発表しているほか、映画やテレビドラマの脚本家としても活躍している。
娘のミヒャエラ・F・ハメスファール（Michaela F. Hammesfahr、1969年生まれ）は2010年にファンタジー作家としてデビューした。
2017年に『Die Sünderin』が『The Sinner』のタイトルでアメリカでドラマ化され、2018年にシーズン2が放映された（en:The Sinner (TV series)）。日本ではネットフリックスの『The Sinner 記憶を埋める女』『The Sinner 隠された理由』として放映された。2021年11月18日、同年12月1日に最終回を迎えるシーズン4で打ち切りが決まった事が発表された。

## 日本語訳作品
- 記憶を埋める女 （訳：畔上司、2002年11月、学習研究社、ISBN 4054015182）（Die Sünderin (1999)）